# Petrovice I
Petrovice Přední är en ort i Tjeckien.   Den ligger i regionen Mellersta Böhmen, i den centrala delen av landet, 70 km öster om huvudstaden Prag. Petrovice Přední ligger 435 meter över havet och antalet invånare är 301.
Terrängen runt Petrovice Přední är lite kuperad. Runt Petrovice Přední är det ganska glesbefolkat, med 25 invånare per kvadratkilometer. Närmaste större samhälle är Kutná Hora, 15,4 km norr om Petrovice Přední. I omgivningarna runt Petrovice Přední växer i huvudsak blandskog.